# Giussepe Nicola Nasini
Giuseppe Nicola Nasini (Castel del Piano, 25 de enero de 1657 - Siena, 3 de julio de 1736), fue un pintor italiano barroco de la escuela florentina decadente.

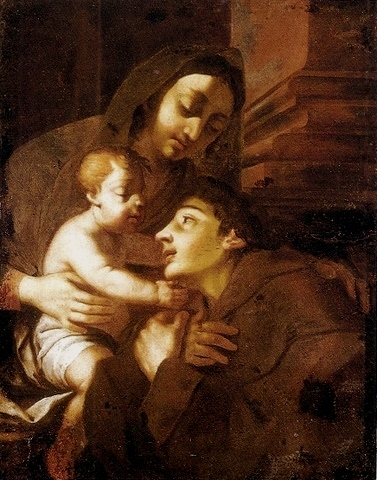
La Virgen con el niño Jesús y San Antonio, obra de GN Nasini

Hijo de Francesco y hermano de Tommaso (1663 - 1691), es el más conocido de la dinastía Nasini de pintores de Siena.
Se inició como alumno de la Accademia Granducale delle Arti de Roma, financiada por la familia Médici y dirigida entre 1673 y 1686 por Ciro Ferri, para posteriormente partir a  Florencia en 1685.
Durante el reinado de Cosme III de Médici, Nasini y Giuseppe Tonelli reciben el encargo de un fresco sobre la alegoría de la moral y la virtud de los Médici para el techo de la Galería Uffizi, al lado del río Arno.
Entre 1686 y 1689, vive en  Venecia. En 1720, vuelve a Roma donde realiza las pinturas de la Basílica de los Santos Apóstoles, en el Palacio del Quirinal y en una nave de la Archibasílica de San Juan de Letrán.

## Obras
- San Leonardo, en la iglesia de la Madonna del Pianto, Foligno
- Escenas de la vida de la Virgen, capilla de la Madonna, hospital Santa Maria della Scala de Siena, con su hijo Apollonio.
- Cristo y la Samaritana, museo de Bellas artes de Nancy